# Adigueni
Adigueni (en georgiano: ადიგენი, romanizado: Adigeni) es un asentamiento urbano de Georgia ubicado en el oeste de la región de Mesjetia-Yavajetia, siendo centro del municipio homónimo. 

## Geografía
Adigueni está en la ribera del río Kvabliani, 32 km al oeste de Ajaltsije. 

#### Clima
El clima es moderadamente húmedo, el invierno es frío, con el verano es largo y fresco. 

## Historia
Después de la conquista otomana a fines del siglo XVI, Adigueni experimentó la turquización y la musulmanización: la población georgiana local se convirtió casi por completo al Islam. 
Antes de que los turcos mesjetios fueran deportados a Asia Central en 1944, estos últimos constituían el 98% de la población de la ciudad, que era el centro de su lengua y cultura en Transcaucasia. 
Después de la deportación, sus casas de la tierra fueron ocupadas por georgianos ortodoxos, por lo que, a pesar de la agitación de algunos activistas turco-mesjetios sobre el regreso del pueblo a su patria histórica, esta propuesta es de hecho difícil de implementar en la práctica. El 16 de septiembre de 1961, el pueblo de Adigueni recibió el estatus de asentamiento de tipo urbano.

## Demografía
La evolución demográfica de Adigueni entre 1939 y 2014 fue la siguiente:
| 656                                             | 1200 | 859 | 981 | 1306 | 980 | 783 |
| (Fuente: Population of Georgia in Soviet times) |      |     |     |      |     |     |

Su población era de 783 en 2014, con el 95% de la población son georgianos.
|              | 1939      | 1939       | 2014      | 2014       |
| Grupo étnico | Población | Porcentaje | Población | Porcentaje |
| ------------ | --------- | ---------- | --------- | ---------- |
| Georgianos   | 177       | 27%        | 745       | 95,15%     |
| Rusos        | 171       | 26,1%      | 2         | 0,25%      |
| Ucranianos   | 171       | 26,1%      | -         | -          |
| Armenios     | 159       | 24,2%      | 34        | 4,34%      |
| Azeríes      | 111       | 16,9%      | -         | -          |
| Osetios      | 5         | 0,8%       | -         | -          |
| Griegos      | 4         | 0,6%       | -         | -          |
| Alemanes     | 2         | 0,3%       | -         | -          |
| Judíos       | 2         | 0,3%       | -         | -          |
| Kurdos       | 3         | 0,5%       | -         | -          |
| Total        | 656       | 100%       | 783       | 100%       |

## Economía
En Adigueni hay un aserradero y una planta de limonada.

## Infraestructura

### Arquitectura, monumentos y lugares de interés
A 8 kilómetros al oeste de Adigueni, en el pueblo de Zarzma, se encuentra el monasterio de Zarzma.